# 石坂洋次郎
石坂 洋次郎（いしざか ようじろう、1900年〈明治33年〉1月15日 - 1986年〈昭和61年〉10月7日）は、日本の小説家。青森県弘前市代官町生まれ。慶應義塾大学国文科卒。『若い人』で文壇に登場。戦後は新聞小説に活躍。『青い山脈』をはじめとする青春物で、国民的な人気を博した。数多くの作品が映像化されている。

## 来歴・人物
弘前市立朝陽小学校、青森県立弘前中学校（現在の青森県立弘前高等学校）に学び、慶應義塾大学文学部を卒業。大学時代、心酔していた郷里の作家葛西善蔵を鎌倉建長寺の境内の寓居に訪ねるも、酒に酔った葛西から故郷の踊りを強要され、さらに相撲で捻じ伏せられた上、長刀を頭の上で振り回されて幻滅と困惑を感じる。
1925年に青森県立弘前高等女学校（現在の青森県立弘前中央高等学校）に勤務。翌1926年から秋田県立横手高等女学校（現在の秋田県立横手城南高等学校）に勤務。1929年から1938年まで秋田県立横手中学校（現在の秋田県立横手高等学校）に勤務し教職員生活を終える。
葛西文学への反撥から健全な文学を志し、1927年第一作となる『海を見に行く』で注目され、『三田文学』に掲載した『若い人』で三田文学賞を受賞。しかし、右翼団体から圧力をうけ、教員を辞職。戦時中は陸軍報道班員として、フィリピンに派遣された。
戦後は『青い山脈』を『朝日新聞』に連載。映画化され大ブームとなり、「百万人の作家」といわれるほどの流行作家となり、多くの作品が映画・ドラマ化された。
一方で『小説新潮』1948年10月号に掲載された『石中先生行状記』は、わいせつ文書に当たるとして一旦は書類送検されるも、同年10月28日、検事と編集部が談合して書類送検が取り消される出来事もあった。
戦前からよく訪れていた軽井沢に別荘を建て、以後毎夏数ヶ月滞在し、川口松太郎、井上靖、水上勉、吉川英治、柴田錬三郎などの文壇仲間とゴルフにも興じた。1966年、「健全な常識に立ち明快な作品を書きつづけた功績」が評価されて第14回菊池寛賞を受ける。しかし石坂自身は「健全な作家」というレッテルに反撥し、受賞パーティの席上で「私は私の作品が健全で常識的であるという理由で、今回の受賞に与ったのであるが、見た目に美しいバラの花も暗いじめじめした地中に根を匍わせているように、私の作品の地盤も案外陰湿なところにありそうだ、ということである。きれいな乾いたサラサラした砂地ではどんな花も育たない」と語った。
還暦を超えてなお人気作を量産していたが、1971年にうら夫人が亡くなったことがきっかけで執筆意欲を失いだし、当時連載していた作品を最後に執筆活動から遠ざかり、以後は自身の旧作の改訂や回顧録、随筆などを時折記す悠々自適の生活に入る。1976年に朝日新聞へ隔週連載された「老いらくの記」は往年の読者を中心に反響を呼び、健在ぶりを示す。翌1977年には戦時中に執筆しながら連載途中で中絶していたフィリピン従軍記「マヨンの煙」に未発表原稿を加え、綿密な校訂を経て出版。30余年ぶりに陽の目を浴びせた。
1978年頃から認知症の症状が徐々に出始め、1980年ごろには徘徊や親族の顔の認識すら出来ない状態になっていたという。さらには肥満が原因による心臓肥大や高血圧の症状など体調は悪化の一途を辿り、1982年には医師から余命半年の宣告が下る。それを受けて、せめて僅かな月日を穏やかに過ごさせたいという家族の想いから、長年住み慣れた田園調布の地を離れ、伊東市へ転居する。移転費用や生活費は自宅の売却や印税収入で賄い、家族に金銭的な面倒は掛けたくないとする健康だった頃の本人の意思に沿う形となった。転居後は体調も安定し、時折詩を書くなど、家族の想いをまさに汲んだように穏やかな月日を送ったという。1986年に老衰（硬膜下出血）のため伊東市の自宅で死去。死の直前には「これでよし」と呟いた、自他共に納得の大往生だった。戒名は一乗院隆誉洋潤居士。墓所は多磨霊園（21区1種1側1番）。
石坂の老衰については、出版関係者内では密かに囁かれていたが、公にはなっていなかった。1982年にゴルフ仲間であった作家丹羽文雄が随筆に具体的なエピソードを交えて綴ったことで一般へも知られることとなった。
横手城址の文学碑には、横手中学（現横手高）の国語教師をしながら書き続けた『若い人』の一節、【小さな完成よりもあなたの孕んでいる未完成の方がはるかに大きなものがあることを忘れてはならないと思う】が刻まれている。戦後、むのたけじが横手町（当時）で創刊した「たいまつ」第一号（1948年2月2日）に、石坂は「東北の人々へ」を寄稿した。冒頭では「私がいつも地方の人達に希みたいと思ってることは民主主義といふものを自分達の日常生活の営みの中で把握してもらひたいといふことだ」と書かれている。

## 代表作

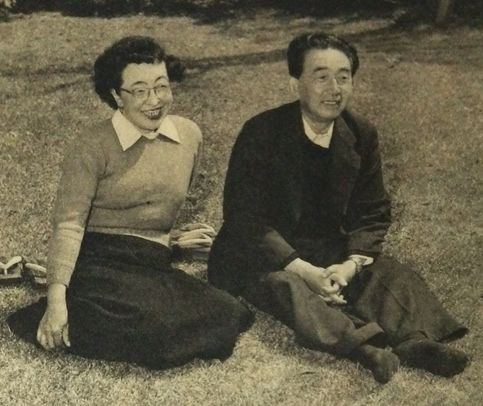
妻・うらとともに（1954年）

- 麦死なず
- 陽のあたる坂道
- 石中先生行状記
- 光る海
- 何処へ
- あいつと私
- 若い人
- 青い山脈
- 颱風とざくろ
- 美しい暦
- 暁の合唱
- 山のかなたに
- わが愛と命の記録
- 女の顔
- 丘は花ざかり
- 白い橋
- 山と川のある町
- ある日わたしは
- 寒い朝
- あじさいの歌
- 河のほとりで
- 雨の中に消えて
- 風と樹と空と
- 金の糸・銀の糸
- 水で書かれた物語
- だれの椅子?

ほか 

## 受賞歴
- 1936年 - 第1回 三田文学賞『若い人』
- 1966年 - 第14回 菊池寛賞

## 著書
- 『石坂洋次郎短篇集』春秋社 1934
- 『金魚』サイレン社 1935
- 『麦死なず』改造社 1936　のち角川文庫、新潮文庫
- 『風俗』改造文庫 1937
- 『若い人』改造社 1937-38　のち新潮文庫
- 『雑草園』中央公論社 1939
- 『闘犬図 他六篇』新潮社 昭和名作選集 1939　のち角川文庫
- 『まごころ・伝説 小説』むらさき出版部 1939
- 『東北温泉風土記』編著 日本旅行協会 1940
- 『小さな独裁者』改造社 1941
- 『フィリッピンの子供』鈴木榮二郎・野中勳夫・永井保画　岡本ノート出版部 1943
- 『小説以前 随筆集』共立書房 1946
- 『青い山脈』新潮社 1947　のち新潮文庫、小学館
- 『暁の合唱』美和書房 1947　のち新潮文庫
- 『浴みする女』和木書店 1947
- 『何処へ』八雲書房 1948　のち新潮文庫、角川文庫
- 『草を刈る娘』細川書店 1948　のち新潮文庫
- 『聖なる人々』雄文社 1948
- 『馬車物語』文藝春秋新社 1948　のち新潮文庫
- 『私の鞄』実業之日本社 1948
- 『石中先生行状記』全4部　新潮社 1949-54　のち新潮文庫
- 『女の顔』主婦之友社 1949　のち角川文庫
- 『美しい暦』永晃社 1949　のち新潮文庫
- 『わが日わが夢』中央公論社 1949　のち角川文庫、新潮文庫、路上社
- 『わが道を往く』たいまつ新聞社 1949
- 『或る人々』山根書店 1950
- 『山のかなたに』実業之日本社 1950　のち新潮文庫
- 『オデッセイ物語』向井潤吉挿絵 主婦之友社 少年少女名作家庭文庫 1951。児童向け翻案本
- 『石坂洋次郎作品集』全6巻 新潮社 1951-52
- 『丘は花ざかり』新潮社 1952　のち新潮文庫
- 『くちづけ』新潮社 1954
- 『母の自画像』大日本雄弁会講談社 1954
- 『愛情』角川書店・角川小説新書 1955
- 『女同士 他七篇』角川文庫 1955
- 『霧の中の少女』新潮社 1955　のち文庫
- 『人物のいる風景』東方新書 1955
- 『生活の唄』三笠新書 1955
- 『海を見に行く 他六篇』角川文庫 1956
- 『白い橋』大日本雄弁会講談社 1956　のち角川文庫
- 『婦人靴・乳母車』新潮社 1956、『乳母車 他五篇』角川文庫 1959
- 『山と川のある町』新潮社 1956　のち文庫
- 『林檎の花咲くころ』角川小説新書 1956　のち文庫
- 『陽のあたる坂道』大日本雄弁会講談社 1957　のち新潮文庫、角川文庫、講談社文庫
- 『若い川の流れ』角川書店 1958　のち文庫
- 『別れの歌』新潮社 1958　のち角川文庫
- 『私の手帖』中央公論社 1958
- 『あじさいの歌』新潮社 1959　のち文庫
- 『ある日わたしは』講談社 1959　のち角川文庫、集英社文庫
- 『寒い朝』講談社 1959　のち角川文庫、旺文社文庫
- 『青い芽』東方社 1960
- 『ある女』東方社 1960
- 『生きること愛すること』青春出版社 1960
- 『つくられた真実』中央公論社 1960
- 『妻の経験』角川小説新書 1960
- 『二つの夜』東方社 1960
- 『マギの恋』東方社 1960
- 『わが愛と命の記録』講談社 1960　のち角川文庫、集英社文庫
- 『あいつと私』新潮社 1961　のち文庫、徳間文庫
- 『偽りと真実のあいまに』角川書店 1961
- 『けんちゃんとゆりこちゃん』林義雄絵 小学館 1961
- 『雨の中に消えて』講談社 1962　のち角川文庫、講談社文庫
- 『河のほとりで』講談社 1962　のち角川文庫、旺文社文庫、集英社文庫
- 『光る海』新潮社 1963　のち文庫
- 『風と樹と空と』講談社 1964　のち角川文庫
- 『金の糸・銀の糸 ある地方の町の人々の物語』集英社 1964　のち角川文庫、集英社文庫
- 『ふるさとの唄』講談社 1965
- 『まぼろしの人』講談社ロマン・ブックス　1965
- 『水で書かれた物語』新潮社 1965
- 『あのこと・このこと』東方社 1966
- 『石坂洋次郎文庫』全20巻　新潮社 1966-67
- 『颱風とざくろ』講談社 1966　のち角川文庫、講談社文庫
- 『愛と幸福の智恵』番町書房 1967
- 『夏の陰画』東方社 1967
- 『花と果実』講談社 1967　のち講談社文庫
- 『女であることの実感』新潮社 1968
- 『だれの椅子?』集英社 1968　のち角川文庫、集英社文庫
- 『ある告白』講談社 1970
- 『血液型などこわくない!』文藝春秋 1970
- 『記憶の旅の中で』講談社 1971
- 『石坂洋次郎短編全集』全3巻 講談社 1972
- 『女そして男』文藝春秋 1972
- 『風のような記録』新潮社 1973
- 『豚はジャンプの名人 ユーモアエッセイ集』番町書房 1974
- 『ぼくはしょうがくせい』山中冬児画 小学館 1974
- 『私の犬はレオという』番町書房 1974
- 『わが半生の記』新潮社 1974。人間の記録：日本図書センター 2004。自伝
- 『老いらくの記』朝日新聞社 1976　のち朝日文庫
- 『マヨンの煙』集英社 1977
- 『乳母車／最後の女　石坂洋次郎傑作短編選』講談社文芸文庫 2020 三浦雅士編